# NGC 3676
NGC 3676 је елиптична галаксија у сазвежђу Пехар која се налази на NGC листи објеката дубоког неба.
Деклинација објекта је - 11° 8' 21" а ректасцензија 11h 25m 37,4s. Привидна величина (магнитуда) објекта NGC 3676 износи 13,7 а фотографска магнитуда 14,7. NGC 3676 је још познат и под ознакама MCG -2-29-29, NPM1G -10.0377, PGC 35131.